# Pend Oreille megye
Pend Oreille megye az Amerikai Egyesült Államokban, azon belül Washington államban található. Megyeszékhelye és legnagyobb városa Newport. Lakosainak száma 13 401 fő (2020. április 1.).

## Szomszédos megyék
- Boundary megye (északnyugat)
- Bonner megye (kelet)
- Spokane megye (dél)
- Stevens megye (nyugat)
- Regional District of Central Kootenay (észak)

## Népesség
A megye népességének változása:
| Lakosok száma | 12 966 | 12 909 | 12 966 | 12 896 | 13 088 | 13 401 |
|               | 2010   | 2011   | 2012   | 2013   | 2015   | 2020   |